# Hiếp dâm

Bản đồ thế giới hiển thị chỉ số tổng hợp về nạn cưỡng hiếp phụ nữ vào năm 2018, dữ liệu của WomanStats Project.
Hiếp dâm không phải là một vấn đề lớn trong xã hội này
Hiếp dâm đang là một vấn nạn trong xã hội này
Hiếp dâm là một vấn đề nhức nhối trong xã hội này
Hiếp dâm đang là một vấn đề nghiêm trọng trong xã hội này
Hiếp dâm là đặc hữu của xã hội này
Không có dữ liệu

Hiếp dâm, hãm hiếp, cưỡng hiếp, cưỡng bức là một hình thức tấn công tình dục thường bao gồm quan hệ tình dục hoặc các hình thức xâm nhập tình dục khác được thực hiện chống lại một người mà không có sự đồng ý của người đó. Hành động có thể được thực hiện bằng vũ lực, ép buộc, lạm dụng quyền lực hoặc chống lại một người không có khả năng đưa ra sự đồng thuận một cách hợp lệ, chẳng hạn như một người bị bất tỉnh, mất khả năng vận động, bị thiểu năng trí tuệ hoặc dưới độ tuổi chấp thuận hợp pháp. Thuật ngữ hiếp dâm đôi khi được sử dụng thay thế cho thuật ngữ tấn công tình dục.
Tỷ lệ báo cáo, truy tố và kết án về tội hiếp dâm khác nhau giữa các khu vực tài phán. Trên bình diện quốc tế, tỷ lệ các vụ cưỡng hiếp được cảnh sát ghi nhận trong năm 2008 dao động trên 100.000 người, từ 0,2 ở Azerbaijan đến 92,9 ở Botswana với trung bình là 6,3 ở Litva. Trên toàn thế giới, bạo lực tình dục, bao gồm cả cưỡng hiếp, chủ yếu do nam giới thực hiện đối với nữ giới. Hiếp dâm bởi người lạ thường ít phổ biến hơn cưỡng hiếp bởi những người mà nạn nhân biết, và hiếp dâm giữa nam với nam và nữ với nữ trong tù là phổ biến và có thể là hình thức hiếp dâm ít được báo cáo nhất.
Hiếp dâm có hệ thống và phổ biến (ví dụ: cưỡng hiếp trong chiến tranh) và tình trạng nô lệ tình dục có thể xảy ra trong xung đột quốc tế. Những hành vi này là tội ác chống lại loài người và tội ác chiến tranh. Hiếp dâm cũng được coi là một yếu tố cấu thành tội ác diệt chủng khi được thực hiện với mục đích tiêu diệt toàn bộ hoặc một phần nhóm dân tộc bị nhắm làm mục tiêu.
Những người từng bị cưỡng hiếp có thể bị sang chấn và phát triển chứng rối loạn căng thẳng sau sang chấn (PTSD). Các chấn thương nghiêm trọng có thể dẫn đến nguy cơ mang thai và các bệnh lây nhiễm qua đường tình dục. Một người có thể phải đối mặt với bạo lực hoặc đe dọa từ kẻ hiếp dâm và đôi khi từ gia đình và người thân của nạn nhân.

## Từ nguyên
Thuật ngữ tiếng Anh là rape bắt nguồn từ tiếng Latin rapere (supine stem raptum) có nghĩa là "để giành giật, để giành lấy, để thực hiện".
Theo luật La Mã, hành động cưỡng bức một người phụ nữ, dù có hoặc không có giao hợp, được cấu thành "raptus" (nghĩa là hiếp dâm).
Trong luật thời Trung cổ của Anh, thuật ngữ tương tự sẽ dùng để chỉ bắt cóc hoặc cưỡng hiếp theo nghĩa hiện đại là "xâm hại tình dục". Nghĩa ban đầu của "thực hiện bằng vũ lực" (carry off by force) vẫn được tìm thấy trong một số cụm từ, chẳng hạn như "cưỡng hiếp và cướp bóc" (rape and pillage) hoặc trong các tiêu đề, chẳng hạn như truyện Rape of the Sabine Women và  The Rape of Europa hoặc bài thơ The Rape of the Lock, nói về vụ trộm một lọn tóc.

## Phân biệt hiếp dâm và cưỡng dâm
Khác với hành vi hiếp dâm thiên về sử dụng bạo lực hay vũ lực, cưỡng dâm là hành vi dùng mọi thủ đoạn khiến người lệ thuộc mình hoặc người đang ở trong tình trạng quẫn bách phải miễn cưỡng giao cấu (với mình).

## Phân loại
Có nhiều dạng hiếp dâm, được phân loại theo tình huống xảy ra, giới tính nạn nhân, giới tính tội phạm. Các dạng hiếp dâm có thể là: hiếp dâm người quen, hiếp dâm tập thể, hiếp dâm vợ chồng, hiếp dâm loạn luân, hiếp dâm trẻ em (hay ấu dâm), hiếp dâm trong tù, hiếp dâm trong chiến tranh.

## Động cơ thực hiện
Không có một nguyên nhân duy nhất nào kết luận về động cơ hiếp dâm. Động cơ của người hiếp dâm có thể mang nhiều yếu tố và gây tranh cãi. Người ta đề xuất nhiều nhân tố như: giận dữ, thể hiện quyền lực, ác dâm, thỏa mãn ham muốn tình dục và áp lực tiến hóa.

## Lịch sử
Năm 1998, thẩm phán của Tòa án Tội phạm Quốc tế Rwanda nói:
| “ | Từ thời xa xưa, hiếp dâm được xem như một chiến lợi phẩm của chiến tranh. Bây giờ nó bị coi là tội ác chiến tranh. Chúng tôi muốn gửi đi một thông điệp mạnh mẽ rằng hiếp dâm không còn là phần thưởng của cuộc chiến. | ” |

Hiếp dâm trong chiến tranh có từ thời cổ xưa và nó được nhắc đến trong Kinh Thánh. Quân đội Do Thái, Ba Tư, Hy Lạp và La Mã cổ đại được báo cáo là có hiếp dâm trong chiến tranh. Những người Mông Cổ từng thiết lập nên Đế quốc Mông Cổ trải dài trên liên lục địa Á-Âu đã tàn phá những nơi họ xâm lược. Những tài liệu cho thấy trong và sau thời gian trị vì của Thành Cát Tư Hãn, sau một cuộc chinh phạt, binh lính Mông Cổ cướp phá và hãm hiếp.
Binh lính Nhật Bản đã hãm hiếp 80.000 phụ nữ một cách có hệ thống trong 6 tuần của cuộc thảm sát Nam Kinh là một ví dụ cho sự tàn bạo. Trong Chiến tranh thế giới thứ hai, ước tính có 200.000 phụ nữ Triều Tiên và Trung Quốc bị ép vào các nhà thổ quân đội làm "phụ nữ giải trí" (an ủy phụ). Một học giả người Anh cho rằng vào cuối Chiến tranh thế giới thứ hai, Hồng quân Liên Xô đã hiếp dâm nhiều phụ nữ Đức để trả thù cho sự giết chóc mà Đức Quốc xã gây ra cho đất nước mình. Lính Maroc gốc Pháp được gọi là Goumier đã hiếp dâm và thực hiện nhiều tội ác chiến tranh khác sau trận Monte Cassino.
Việc quân đội Pakistan hãm hiếp 200.000 phụ nữ Bangladesh trong cuộc chiến tranh giải phóng Bangladesh từng được nêu ra (nhưng nhiều người tranh cãi điều này trong đó có nhà nghiên cứu Ấn Độ Sarmila Bose). Việc lực lượng Serbia đã hãm hiếp 20.000 phụ nữ Hồi giáo Bosnia trong cuộc chiến tranh Bosnia cũng được ghi nhận.
Vài vụ hiếp dâm của binh sĩ Hoa Kỳ trong các cuộc chiếm đóng các vùng miền sau các chiến dịch quân sự hoặc đồn trú trên đất nước khác cũng đã thực hiện việc hãm hiếp dân chúng bản địa. Một báo cáo được nhà chức trách Mỹ công bố mới đây cho thấy số lượng nữ binh sĩ đang phục vụ trên hai chiến trường Iraq và Afghanistan bị đồng đội và cấp trên hiếp đã tăng 25% so với thống kê năm 2009.
Những tuyên truyền thời chiến thường phủ nhận hoặc nói quá việc kẻ thù đối xử tệ hại với dân chúng và những số liệu về hiếp dâm. Cho nên thường rất khó có cái nhìn chính xác về những gì đã xảy ra.

## Quốc tế

### Ở Hoa Kỳ
Hiếp dâm bởi người lạ là ít phổ biến nhất từ trước đến nay.
Nam hiếp dâm nữ, phân loại theo tội phạm
| Người thực hiện | Độ phổ biến |
| --------------- | ----------- |
| Người yêu       | 21.6%       |
| Bạn bình thường | 16.5%       |
| Bạn trai cũ     | 12.2%       |
| Người quen      | 10.8%       |
| Bạn thân        | 10.1%       |
| Bạn hẹn hò      | 10.1%       |
| Chồng           | 7.2%        |
| Người lạ        | 2%          |

### Anh
Theo thống kê của Bộ Tư pháp Anh, trong vòng 5 năm qua có tới hơn 150 tội phạm tình dục bị kết án lại gây tội ác sau khi được tự do, trong số đó có nhiều người được ra tù trước thời hạn. Điều đó làm dấy lên làn sóng phản đối mạnh mẽ về các kế hoạch của chính phủ dự định giảm nửa thời hạn giam giữ đối với tội phạm tình dục và các phạm nhân bạo lực nào thừa nhận tội lỗi.

### Việt Nam
Việt Nam cũng là một trong những quốc gia trên thế giới có vấn nạn về hiếp dâm, đặc biệt là đối với trẻ em gái. Có nhiều nguyên nhân dẫn đến các tội xâm phạm tình dục trẻ em diễn biến phức tạp, trong đó nguyên nhân cơ bản, cốt lõi nhất là do sự thiếu giáo dục của gia đình, buông lỏng quản lý, giáo dục giới tính còn nhiều hạn chế e ngại đặc biệt là vùng sâu vùng xa vùng có dân trí thấp, định hướng lối sống cho trẻ. Mạng internet công nghệ số phát triển mạnh nhưng khả năng quản lý, ngăn chặn các thông tin tiêu cực (web sex, thông tin khiêu dâm, kích dục...) trên mạng của cơ quan chức năng còn hạn chế, trong số đó, có sự tham gia hiếp dâm trẻ em của một số người có chức quyền mà điển hình là Lương Quốc Dũng, nguyên phó chủ nhiệm Ủy ban Thể dục thể thao
Vụ nghệ sĩ Hồng Đăng và Hồ Hoài Anh (cả 2 cùng quê Hà Nội) hiếp dâm tập thể thiếu nữ 17 tuổi (người Anh) khi đi du lịch ở Tây Ban Nha cũng là một vụ hiếp dâm được nhiều người trong và ngoài nước biết đến .

## Ảnh hưởng đến nạn nhân
Nạn nhân hiếp dâm bị sang chấn nặng nề về tâm lý và khó trở lại trạng thái sức khỏe trước đó như bị mất tập trung, giấc ngủ và ăn uống cũng bị tác động. Họ hay bồn chồn, hốt hoảng. Nạn nhân thường bị rối loạn trầm cảm cấp bao gồm các triệu chứng tương tự như rối loạn trầm cảm sau sang chấn như căng thẳng và khó chấp nhận những điều xảy ra trong trí nhớ. Trong vài tháng sau đó, nạn nhân có thể bị rối loạn nặng nề và khó kể cho người thân nghe.
Những triệu chứng khác của rối loạn trầm cảm cấp là:
- Trở nên xa cách, mê mụ cảm thấy xung quanh lạ lẫm, không thực giống như trong giấc mơ.
- Khó nhớ hết những yếu tố quan trọng vụ việc.
- Bị ám ảnh, hay suy nghĩ về vụ việc, gặp ác mộng.
- Lảng tránh những vật dụng, vị trí hoặc cảm giác liên quan đến vụ việc.
- Lo âu và bị kích thích thần kinh (khó ngủ, căng thẳng, v.v...)
- Lảng tránh cuộc sống xung quanh và nơi xảy ra vụ việc.

Đối với một phần ba đến một nửa nạn nhân, những triệu chứng này xảy ra trong vài tháng sau đó và có triệu chứng giống như rối loạn trầm cảm sau sang chấn.

## Biện pháp ngăn chặn
Vì bạo lực tình dục tác động đến mọi mặt của xã hội, phản ứng đối với bạo lực tình dục bao gồm nhiều yếu tố. Đó có thể là phản ứng của cá nhân hoặc cộng đồng đối với những dạng bạo lực tình dục khác nhau.

## Luật Việt Nam
Theo Luật hình sự Việt Nam, tội hiếp dâm bị phạt tù từ hai năm đến bảy năm. Hiếp dâm trẻ em từ đủ mười ba tuổi đến dưới mười sáu tuổi, thì bị phạt tù từ bảy năm đến mười lăm năm. Mọi trường hợp giao cấu với trẻ em chưa đủ mười ba tuổi là phạm tội hiếp dâm trẻ em và người phạm tội bị phạt tù từ mười hai năm đến hai mươi năm, tù chung thân hoặc tử hình.

### Hiếp dâm trong quan hệ vợ chồng
Theo Bộ Luật hình sự năm 2015, có hiệu lực thi hành kể từ ngày 01/01/2018 quy định về tội hiếp dâm theo Điều 141 như sau: "Người nào dùng vũ lực, đe dọa dùng vũ lực hoặc lợi dụng tình trạng không thể tự vệ được của nạn nhân hoặc bằng thủ đoạn khác giao cấu hoặc thực hiện hành vi quan hệ tình dục khác trái với ý muốn của nạn nhân, thì bị phạt tù từ 2 năm đến 7 năm."
Như vậy, chủ thể của tội hiếp dâm là người nói chung, không loại trừ quan hệ vợ chồng, tức là về lý thuyết thì vợ/chồng cũng có thể bị xử lý về tội hiếp dâm. Tuy nhiên, trong thực tế thì không thể xử án hiếp dâm trong quan hệ vợ chồng, bởi rất khó cung cấp bằng chứng xác minh việc một người có ép buộc vợ/chồng mình quan hệ tình dục hay không (theo nguyên tắc suy đoán vô tội thì tòa không thể kết án nếu không có đủ bằng chứng). Trong quan hệ vợ chồng chung sống một nhà thì việc quan hệ tình dục là sự mặc nhiên được pháp luật và xã hội thừa nhận, nên chứng cứ thường dùng trong các vụ án hiếp dâm (dấu vết tinh trùng, dấu vết quan hệ tình dục trong âm đạo) sẽ không thể sử dụng được, còn các dấu vết khác (vết đánh thâm tím, vết thương...) thì chỉ có thể chứng minh việc xảy ra hành vi bạo lực gia đình chứ không thể chứng minh đó là hành vi hiếp dâm.
Vì vậy, nếu có đơn đề nghị xử lý hành vi hiếp dâm trong quan hệ vợ chồng thì tòa án và công an cũng không có cách nào để điều tra, chứng minh hành vi phạm tội. Tuy vậy, nếu có dấu vết hành hung, toà án vẫn đủ cơ sở để quy bị can vào "Tội ngược đãi hoặc hành hạ ông bà, cha mẹ, vợ chồng, con, cháu hoặc người có công nuôi dưỡng mình". Tội phạm và hình phạt được quy định tại Điều 185 Bộ luật hình sự 2015.